# Liga de fútbol de Kirguistán
La Liga de fútbol de Kirguistán (en ruso: Высшая лига, Vysshaja Liga), conocida como Shoro Top Liga por motivos de patrocinio, es la primera división y máxima categoría del fútbol profesional en Kirguistán, gestionada por la Federación de Fútbol de la República Kirguisa y adscrita a la Confederación Asiática de Fútbol.

## Historia
El campeonato se fundó en 1992, cuando Kirguistán se independizó de la Unión Soviética. El país es, junto a Turkmenistán, la única ex república soviética que no contó con un club en la Primera División de la Unión Soviética. En toda su historia, la liga ha estado dominada por equipos de Biskek, la capital del país.

## Sistema de competición
La liga de Kirguistán se disputa entre abril y octubre, y su número de participantes depende de la Federación nacional. Aunque hay divisiones inferiores, es la Federación kirguisa quien decide si un equipo puede participar en la máxima categoría, sobre la base de sus resultados y viabilidad económica.
Los participantes juegan entre sí hasta en cuatro ocasiones, a ida y vuelta. Se otorgan tres puntos por victoria, uno por empate y ninguno en caso de derrota. Al término de la temporada regular, el equipo que más puntos obtiene se proclama campeón y representará a Kirguistán en la Copa AFC. El sistema de competición también varía dependiendo de los participantes inscritos.

## Equipos 2025
| Club                   | Ciudad      | Estadio                          | Capacidad |
| ---------------------- | ----------- | -------------------------------- | --------- |
| FC Abdysh-Ata Kant     | Kant        | Stadion Sportkompleks Abdysh-Ata | 3,000     |
| FC Alay Osh            | Osh         | Suyumbayev Stadion               | 11,200    |
| FC Alga Bishkek        | Bishkek     | Dolen Omurzakov Stadium          | 23,000    |
| FC Asiagoal Bishkek    | Bishkek     | Dolen Omurzakov Stadium          | 23,000    |
| FC Bars Issyk-Kul      | Karakol     | Karakol Central Stadium          | 8,000     |
| FC Bishkek City        | Bishkek     | Dolen Omurzakov Stadium          | 23,000    |
| FC Dordoi Bishkek      | Bishkek     | Dolen Omurzakov Stadium          | 23,000    |
| Ilbirs Bishkek FC      | Bishkek     | Stadium FC FFKR                  | 1,000     |
| FC Kyrgyzaltyn         | Kara-Balta  | Stadion Manas Kara-Balta         | 4,000     |
| FC Muras United        | Jalal-Abad  | Kurmanbek Stadium                | 4,500     |
| FC Neftchi Kochkor-Ata | Kochkor-Ata | Stadion Neftyannik Kochkor-Ata   | 5,000     |
| FC OshSU-Aldier        | Osh         | Suyumbayev Stadion               | 4,000     |
| FC Talant              | Kant        | Sport City Stadion               | 1,500     |
| FC Uzgen               | Uzgen       | Uzgen Central Stadium            | 2,600     |

## Palmarés

### Época soviética
Los campeones desde la época de la Unión Soviética son:
- 1934: Equipo de la Ciudad de Frunze
- 1935: FC Dinamo Frunze
- 1936: Burevestnik Frunze
- 1937s: FC Spartak Frunze
- 1937f: Burevestnik Frunze
- 1938s: FC Dinamo Frunze
- 1938f: FC Dinamo Frunze
- 1939-44: No disputado
- 1945: Equipo de la Ciudad de Frunze
- 1946: FC Spartak Frunze
- 1947: FC Spartak Frunze
- 1948: FC Spartak Frunze
- 1949: Burevestnik Frunze
- 1950: FC Spartak Frunze
- 1951: Equipo de la Ciudad de Frunze
- 1952: FC Dinamo Frunze
- 1953: Equipo de la Región de Osh
- 1954: Equipo de la Ciudad de Frunze
- 1955: Equipo de la Ciudad de Frunze
- 1956: Equipo de la Ciudad de Frunze
- 1957: Equipo de la Ciudad de Frunze
- 1958: FC Torpedo Frunze
- 1959: FC Torpedo Frunze
- 1960: SKIF Frunze
- 1961: Equipo de la Ciudad de Mayli-Say
- 1962: FC Alga Kalininskoye
- 1963: FC Alga Kalininskoye
- 1964: FC Selmashevets Frunze
- 1965: FC Alga Kalininskoye
- 1966: FC Selmashevets Frunze
- 1967: FC Alga Kalininskoye
- 1968: FC Selmashevets Frunze
- 1969: FC Instrumentalshchik Frunze
- 1970: FC Selmashevets Frunze
- 1971: Elektrik Frunze
- 1972: FC Selmashevets Frunze
- 1973: FC Selmashevets Frunze
- 1974: Tekstilshchik Osh
- 1975: FC Instrumentalshchik Frunze
- 1976: Stroitel Jalal-Abad
- 1977: FC Selmashevets Frunze
- 1978: FC Instrumentalshchik Frunze
- 1979: FC Selmashevets Frunze
- 1980: FC Instrumentalshchik Frunze
- 1981: FC Instrumentalshchik Frunze
- 1982: FC Instrumentalshchik Frunze
- 1983: FC Instrumentalshchik Frunze
- 1984: FC Instrumentalshchik Frunze
- 1985: No disputado
- 1986: FC Selmashevets Frunze
- 1987: FC Selmashevets Frunze
- 1988: FC Selmashevets Frunze
- 1989: FC Selmashevets Frunze
- 1990: FC Selmashevets Frunze
- 1991: FC Selmashevets Frunze

### República independiente
A continuación se muestran los clubes campeones tras la independencia del país:
| Temporada | Campeón                    | Subcampeón                 | Máximo goleador                  | Club                                      | Goles |
| --------- | -------------------------- | -------------------------- | -------------------------------- | ----------------------------------------- | ----- |
| 1992      | FC Alga Bishkek            | FC SKA Dostuk Sokuluk      | Igor Sergeyev                    | FC SKA Dostuk Sokuluk                     | 26    |
| 1993      | FC Alga Bishkek            | FC Spartak Tokmak          | Davron Babayev                   | FC Dynamo Alay Osh                        | 38    |
| 1994      | FC Kant-Oil Kant           | FC Semetey Kyzyl-Kiya      | Aleksandr Merzlikin              | FC Kant-Oil Kant                          | 25    |
| 1995      | FC Kant-Oil Kant           | FC AiK Bishkek             | Aleksandr Merzlikin              | FC Kant-Oil Kant                          | 27    |
| 1996      | Metallurg Kadamjay         | FC AiK Bishkek             | Aleksandr Merzlikin              | FC AiK Bishkek                            | 17    |
| 1997      | Dinamo Bishkek             | FC Alga-PVO Bishkek        | Farkhat Khaitbayev               | KVT Dinamo Kara-Balta                     | 17    |
| 1998      | FC CAG-Dinamo Bishkek      | FC SKA-PVO Bishkek         | Sergey Gaizitdinov               | FC Semetei Kyzyl-Kiya                     | 23    |
| 1999      | FC CAG-Dinamo Bishkek      | FC SKA-PVO Bishkek         | Ismail Malikov                   | FC Zhashtyk-Altyn Kara-Suu                | 16    |
| 2000      | FC SKA-PVO Bishkek         | FC Dinamo Bishkek          | Valeriy Berezovskiy              | FC SKA-PVO Bishkek                        | 32    |
| 2001      | FC SKA-PVO Bishkek         | FC Zhashtyk-Altyn Kara-Suu | Nurlan Rajabaliyev               | FC Zhashtyk-Altyn Kara-Suu                | 28    |
| 2002      | FC SKA-PVO Bishkek         | FC Zhashtyk-Altyn Kara-Suu | Yevgeny Boldygin                 | FC Zhashtyk-Altyn Kara-Suu                | 19    |
| 2003      | FC Zhashtyk-Altyn Kara-Suu | FC SKA-PVO Bishkek         | Roman Kornilov                   | FC SKA-PVO Bishkek                        | 39    |
| 2004      | FC Dordoi-Dynamo Naryn     | FC SKA-PVO Bishkek         | Zamirbek Jumagulov               | FC Dordoi-Dynamo Naryn                    | 28    |
| 2005      | FC Dordoi-Dynamo Naryn     | FC SKA-PVO Bishkek         | Yevgeny Boldygin                 | FC Zhashtyk-Altyn Kara-Suu                | 23    |
| 2006      | FC Dordoi-Dynamo Naryn     | FC Abdish-Ata Kant         | Vyacheslav Pryanishnikov         | FC Abdish-Ata Kant                        | 24    |
| 2007      | FC Dordoi-Dynamo Naryn     | FC Abdish-Ata Kant         | Almazbek Mirzaliev               | FC Abdish-Ata Kant                        | 21    |
| 2008      | FC Dordoi-Dynamo Naryn     | FC Abdish-Ata Kant         | Hurshid Lutfullayev David Tetteh | FC Abdish-Ata Kant FC Dordoi-Dynamo Naryn | 13    |
| 2009      | FC Dordoi-Dynamo Naryn     | FC Abdish-Ata Kant         | Maxim Kretov                     | FC Dordoi-Dynamo Naryn                    | 21    |
| 2010      | FC Neftchi Kochkor-Ata     | FC Dordoi Bishkek          | Talaybek Djumatayev              | FC Neftchi Kochkor-Ata                    | 15    |
| 2011      | FC Dordoi Bishkek          | FC Neftchi Kochkor-Ata     | Vladimir Verevkin                | FC Alga Bishkek                           | 12    |
| 2012      | FC Dordoi Bishkek          | FC Alga Bishkek            | Kayumjan Sharipov                | FC Dordoi Bishkek                         | 17    |
| 2013      | FC Alay Osh                | FC Dordoi Bishkek          | Almazbek Mirzaliev               | FC Abdish-Ata Kant                        | 20    |
| 2014      | FC Dordoi Bishkek          | FC Abdish-Ata Kant         | Kalim Ullah Khan                 | FC Dordoi Bishkek                         | 18    |
| 2015      | FC Alay Osh                | FC Dordoi Bishkek          | Alia Sylla                       | FC Alay Osh                               | 17    |
| 2016      | FC Alay Osh                | FC Dordoi Bishkek          | Alia Sylla                       | FC Alay Osh                               | 21    |
| 2017      | FC Alay Osh                | FC Abdish-Ata Kant         | Alia Sylla                       | FC Alay Osh                               | 12    |
| 2018      | FC Dordoi Bishkek          | FC Alay Osh                | Joel Kojo                        | FC Alay Osh                               | 26    |
| 2019      | FC Dordoi Bishkek          | FC Alay Osh                | Wahyt Orazsähedow                | FC Dordoi Bishkek                         | 20    |
| 2020      | FC Dordoi Bishkek          | FC Alga Bishkek            | Mirlan Murzayev                  | FC Dordoi Bishkek                         | 10    |
| 2021      | FC Dordoi Bishkek          | FC Abdish-Ata Kant         | Mirbek Akhmataliev               | FC Abdish-Ata Kant                        | 17    |
| 2022      | FC Abdish-Ata Kant         | FC Alay Osh                | Emmanuel Yaghr                   | FC Alay Osh                               | 14    |
| 2023      | FC Abdish-Ata Kant         | FC Alay Osh                | Danin Talović                    | FC Dordoi Bishkek                         | 14    |
| 2024      | FC Abdish-Ata Kant         | FC Dordoi Bishkek          | Bandera de ?                     |                                           |       |

## Títulos por club
| Club                          | Campeón | Subcampeón | Años campeón                                                                 |
| ----------------------------- | ------- | ---------- | ---------------------------------------------------------------------------- |
| FC Dordoi Bishkek             | 13      | 5          | 2004, 2005, 2006, 2007, 2008, 2009, 2011, 2012, 2014, 2018, 2019, 2020, 2021 |
| FC Alga Bishkek (SKA-PVO)     | 5       | 8          | 1992, 1993, 2000, 2001, 2002                                                 |
| FC Alay Osh                   | 4       | 4          | 2013, 2015, 2016, 2017                                                       |
| FC Abdish-Ata Kant            | 3       | 7          | 2022, 2023, 2024                                                             |
| FC Dinamo Bishkek             | 3       | 1          | 1997, 1998, 1999                                                             |
| FC Kant-Oil Kant †            | 2       | -          | 1994, 1995                                                                   |
| FC Zhashtyk-Ak-Altyn Kara-Suu | 1       | 2          | 2003                                                                         |
| FC Neftchi Kochkor-Ata        | 1       | 1          | 2010                                                                         |
| Metallurg Kadamjay            | 1       | -          | 1996                                                                         |
| FC RUOR-Guardia Bishkek       | -       | 2          | -----                                                                        |
| FC Shakhtyor Kyzyl-Kiya       | -       | 1          | -----                                                                        |
| FC Ak-Maral Tokmok            | -       | 1          | -----                                                                        |
| FC SKA Dostuk Sokuluk †       | -       | 1          | -----                                                                        |

- † Equipo desaparecido.